# مارثا روث
مارثا روث (بالإيطالية: Martha Roth)‏ هي ممثلة مكسيكية وإيطالية، ولدت في 29 مايو 1930 في إيطاليا، وتوفيت في 7 أكتوبر 2016 بمدينة مكسيكو في المكسيك بسبب مرض.

## وصلات خارجية
- مارثا روث على موقع IMDb (الإنجليزية)
- مارثا روث على موقع قاعدة بيانات الفيلم (الإنجليزية)